# De sorte riddere
De sorte riddere er en fantasy bogserie skrevet af Margit Sandemo. Serien består i alt af 12 bøger og er den 4. længere serie af Sandemo. Temaer inkluderer bl.a. overnaturlige kræfter og kærlighed. Serien handler primært om hovedpersonerne Antonio, Jordi, Unni og Morten, som er efterkommere af riddere, og om deres kamp mod en forbandelse og for kærligheden. Bøgerne blev udgivet mellem 2000-2003
Serien handler om Morten som er førstefødt i en forbandet familie. For mange hundrede år siden indgik fem sorte riddere en skæbnesvanger pagt. Siden dengang har der ligget en forbandelse over deres familier. Den førstefødte i hver generation dør i en ung alder – og ingen bliver ældre end 25 år.
Serien er bl.a. udgivet på dansk, svensk og norsk

## Bøger i serien
|    | Titel                | Originaltitel           | Udgivelsesår | Synopsis. |
| 1  | I skyggen af et tegn | I skuggan av ett tecken | 2000         | År 2000 – Morten ligger på sygehus efter en bilulykke. Han og hans gode ven Unni har fundet ud af, at de er faldet over en skræmmende historie, som har rødder langt tilbage i tiden. Efter mange advarsler ved Morten, at nogen efterstræber hans liv. Sammen beslutter de unge sig for at bekæmpe de onde kræfter. Men tiden er knap. Mortens 25-årsdag nærmer sig faretruende.                                                                                      |
| 2  | Der hvor ingen       | Dit ingen går           | 2000         | Da brødrene Jordi og Antonio, deres fjerne slægtning Morten og veninderne Unni og Vesla forsøger at løse forbandelsens gåde, bliver de udsat for angreb, der truer dem på livet. Nogle i vennekredsen forelsker sig, men den truende forbandelse lægger hindringer i vej. |
| 3  | Vindens klage        | Vindens klagan          | 2001         | Morten ligger på hospitalet, lam efter en alvorlig bilulykke. Sammen med den arbejdsløse Unni og uddannelseslægen Antonio forsøger han at komme til bunds i, hvem der forsøger at komme ham til livs. Gruppen kæmper for at finde ud af, hvem der står bag de onde kræfter i “Der hvor ingen går”. I “Vindens klage” rejser Unni sammen med bl.a. Antonio til Spanien, for at ophæve forbandelsen.                                                                     |
| 4  | Troldmandens mærke   | Trollkarlens märke      | 2002         | Unni og Jordi er på vej til Spanien – på jagt efter Santiagos skat, som kan løse forbandelsens gåde. Ved et stop på vejen føler de sig overvågede, og på den anden side af floden får de pludselig øje på ridderne. Rejsen viser sig at blive langt farligere, end de havde forestillet sig, da Jordi bliver dødeligt såret af troldmanden Wamba. Endnu værre går det for Leon, deres ærkefjende, som bliver ramt af troldmandens mærke og går en uvis fremtid i møde. |
| 5  | Skygger              | Skuggor                 | 2002         | Antonio har nu fået den farlige opgave at tilintetgøre de onde munkes dødbringende gift. Det varer ikke længe, før han bliver forfulgt af noget eller nogen, som med alle midler vil forsøge at forhindre ham i at fuldføre opgaven. Da Unni og Antonios bror Jordi forsøger at komme til undsætning, samler fjenden sine styrker |
| 6  | Tidsel blandt roser  | Tistel bland rosor      | 2002         | Brødrene Jodi og Antonio og deres kærester, Unni og Vesla, er ammen med nogle gode venner for at gennemgå den syndige Estellas dagbog fra 1600-tallet. Der håber de at finde nye oplysninger om forbandelsen – om end Estella har lagt mest vægt på sine erotiske eventyr. |
| 7  | Amuletterne          | Amuletterna             | 2002         | Unni, Morten og de andre er rejst ud for at finde fem amuletter, som kan føre dem nærmere løsningen på gåden om de sorte ridderes forbandelse. Det bringer Morten til Skåne, hvor han møder Cecilie, en ung, smuk kvinde, som han bliver meget betaget af. Han får et chok, da han opdager, at hun også er en af riddernes efterkommere. |
| 8  | Jernjomfruen         | Järnjungfrun            | 2003         | Unni, Jordi og de andre af riddernes efterkommere er i Spanien, hvor de kæmper mod tiden for at ophæve forbandelse. De har mange farlige fjender, men pludselig dukker der to nye op – dæmonerne Zarena og Tabris, der optræder som en uimodståelig blondine og en charmerende Don Juan – og det gør eftersøgningen endnu vanskeligere. |
| 9  | Dæmonens vinger      | Demonens vingar         | 2003         | Unni, Jordi og de andre nærmer sig målet for den store og sidste ekspedition, men ingen af dem ved, at den unge og kække Miguel er dæmonen Tabris i forklædning. Da Tabris opdager, at han har varme følelser for Juana, bliver han rasende, fordi han føler, at hans ære som dæmon er krænket. |
| 10 | De ukendte           | De okända               | 2003         | Unni, Jordi og de andre er nået frem til Riddernes dal. Der lurer farer overalt, men den største trussel kommer indefra. Miguel er egentlig dæmonen Tabris, og han har fået til opgave at dræbe dem alle, når de når rejsens mål. Unnis eneste håb om at standse ham er at satse på kærlighedens magt. |
| 11 | Stenenes stilhed     | Stenarnas tystnad       | 2003         | I en afsidesliggende bjergdal i Spanien håber Unni, Jordi og deres venner, at de endelig kan løse forbandelsens gåde.Grådige skattejægere truer dem på livet, men der er noget, der skræmmer Unni endnu mere: I denne dal skal hendes elskede Jordis skæbne afgøres. |
| 12 | Vinterdrøm           | Vinterdröm              | 2003         | Unni og hendes venner har næsten fuldført opgaven med at hæve forbandelsen. Men Jordi og Miguel står over for store prøvelser. Jordi må eliminere farlige væsener i de dødes verden, og for at få sin elskede Sissi må Miguel løsrive sig fra sin dæmonskikkelse – og det er næsten umuligt for ham, når hans venner er i fare. |